# Hippolyte Cocheris
Hippolyte Cocheris (1829-1882), fils de François Cocheris et de Jacqueline Marie Chemin, est un bibliothécaire, historien et homme politique français.

## Biographie
Il nait à Paris le 1er décembre 1829. Son père François Cocheris et sa mère Jacqueline Marie Chemin sont originaires du département de la Mayenne.
Élève de l'École des chartes, il y obtient le diplôme d'archiviste paléographe en 1852 grâce à une thèse sur la grande chancellerie au XIVe siècle. 
Il épouse à Paris, le 15 février 1851, Pauline Augustine Wagrez (1828-1905), fille d’un imprimeur de Douai (59), qui sera elle-même autrice d'ouvrages d'histoire et de pédagogie. Deux enfants naitront de cette union : Geneviève (1861-1911), qui deviendra écrivaine sous le nom de Jenny Barton Kent et Jules (1866-1935) qui sera avocat, journaliste et écrivain.
Il est ensuite nommé à la Bibliothèque Mazarine. Également engagé en politique, il est conseiller général de Seine-et-Oise et maire de Sainte-Geneviève-des-Bois.
Il décède dans sa ville d'adoption le 14 avril 1882.

## Ouvrages
- Dictionnaire des anciens noms des communes du département de Seine-et-Oise, 1874.
- Entretiens sur la langue française: Origine et formation des noms de lieu. II, Volume 2, typographie de Rouge frères, Dunon et Fresné - 267 pages, 1874 (Lien sur Google books).
- Abbé Lebeuf, Histoire de la ville et de tout le diocèse de Paris : annotée et continuée jusqu'à nos jours par  Hyppolite Cocheris, vol. 1-4, Paris, A. Durand, 1863-1870 (lire en ligne)

## Lien de parenté
Hyppolyte Cocheris était le petit-neveu d'Étienne Jean Désiré Chemin, l'un des fondateurs du célèbre commerce de lingerie Mlles Lolive, de Beuvry et Cie sous le Ier Empire.